# 위튼 지표
이론물리학에서 위튼 지표(Witten指標, 영어: Witten index) 또는 초대칭 지표(超對稱指標, 영어: supersymmetric index)는 초대칭 양자역학에서 보손 및 페르미온 에너지 준위의 수의 차이다. 위튼 지표가 0이 아니라는 것은 초대칭이 자발적으로 깨지지 않았다는 것을 보여준다.

## 개요
초대칭의 특징은, 자발적으로 대칭이 깨지지 아니할 때 바닥 상태의 에너지가 0이다. 따라서 초대칭이 자발적으로 깨졌는지를 확인할 때는 에너지가 0인 바닥 상태의 존재 여부만 확인하면 된다. 한편 입자들이 도입되어 들뜬 상태의 에너지가 0이 아니라면, 언제나 그 상태의 초대칭짝 상태가 존재한다는 것이다. 이들의 기여는, 보손 상태의 개수에서 페르메온 상태의 개수를 뺀 것으로 정의한 위튼 지표에서 상쇄된다. 따라서, 위튼 지표에는 에너지가 0인 상태들만 기여한다. 다시 말해 초대칭이 자발적으로 깨졌는지를 알려주는 상태들만이 기여한다는 것이다.
위튼 지표는 이론의 파라메터(결합 세기 등)에 의존하지 않는 위상적인 양이므로, 섭동 계산을 할 수 없는 경우에도, 초대칭이 깨졌는지 여부를 확인할 때 사용할 수 있다. 가령, 결합 세기가 약해서 섭동이 가능한 상태에서 위튼 지표를 계산한 뒤 초대칭 깨짐 여부를 확인한다면, 그 결과는 섭동이 불가능한 큰 결합 세기에도 적용할 수 있다. 이에 대한 좋은 예로, 초대칭 순수 양-밀즈 이론은 위튼 지표가 0이 아니므로 아무리 강한 결합이 있더라도 초대칭이 깨지지 않을 것을 알 수 있다. 이 이론은 점근 자유성이 있어, 큰 크기(낮은 에너지)에서 게이지 결합이 강해지고 게이지노가 응축하여 초대칭을 깰 가능성이 있으나, 이런 일이 일어나지 않는다는 것이다.

## 정의
초대칭 양자역학 모형이 해밀토니언 {\displaystyle H}를 가진다고 하자. 이 경우, 다음과 같은 초대칭 대수가 존재한다.
{\displaystyle Q^{2}=H}
{\displaystyle \{Q,(-1)^{F}\}=0}
여기서 초전하 {\displaystyle Q}는 에르미트 초대칭 연산자이고, {\displaystyle (-1)^{F}}는 페르미온 수 연산자(영어: fermion number operator)라는 에르미트 연산자이다. 이는 보손 준위에 대해서는 {\displaystyle +1}, 페르미온 준위에 대해서는 {\displaystyle -1}의 값을 가진다. 그렇다면 위튼 지표 {\displaystyle \operatorname {ind} Q}는 다음과 같다.
{\displaystyle \operatorname {ind} (Q)=\operatorname {tr} \left((-1)^{F}\exp(-\beta H)\right)}
여기서  {\displaystyle \beta }는 임의의 상수로, 표현의 수렴을 위하여 삽입한 것이다. 대략 온도로 생각할 수 있다.
위튼 지표는 바른틀 앙상블의 분배 함수
{\displaystyle Z(\beta )=\operatorname {tr} \exp(-\beta H)}
와 유사하나, {\displaystyle (-1)^{F}}가 삽입된 것이 다르다. 즉, 위튼 지표는 일종의 뒤틀린(twisted) 분배 함수로 생각할 수 있다.
위튼 지표는 "온도" {\displaystyle 1/\beta }에 무관하며, 편의상 {\displaystyle \beta =0}으로 놓을 수 있다. 이는 에너지가 0보다 큰 상태들의 경우 보손과 페르미온이 같은 수로 나타나므로, 위튼 지표는 오직 에너지가 0인 상태들만을 세기 때문이다. 수식으로는 이를 다음과 같이 보일 수 있다. 단위 연산자의 다음과 같은 분해를 생각하자.
{\displaystyle 1=P_{0}+HH^{-1}=P_{0}+Q^{2}H^{-1}}
여기서 {\displaystyle P_{0}}는 해밀토니언의 영공간(nullspace)으로의 사영 연산자이고, {\displaystyle H^{-1}}은 에너지가 0인 상태에 대해서는 고윳값 0, 에너지가 양수 {\displaystyle E}인 상태에 대해서는 고윳값 {\displaystyle E^{-1}}을 갖는 연산자이다. 그렇다면
{\displaystyle \operatorname {tr} (-1)^{F}\exp(-\beta H)=\operatorname {tr} ((-1)^{F}P_{0}\exp(-\beta H))+\operatorname {tr} \left((-1)^{F}H^{-1}Q^{2}\exp(-\beta H)\right)}
이다. 첫 번째 항에서는 {\displaystyle P_{0}}이 삽입되었으므로 {\displaystyle H\mapsto 0}으로, {\displaystyle \exp(-\beta H)\mapsto 1}로 치환할 수 있다. 두 번째 항은
{\displaystyle \operatorname {tr} \left((-1)^{F}QX\right)}
의 꼴이고, 여기서 {\displaystyle [X,Q]=0}이다. 그렇다면 대각합의 순환성에 의해
{\displaystyle \operatorname {tr} \left((-1)^{F}QX\right)=\operatorname {tr} \left((-1)^{F}XQ\right)=\operatorname {tr} \left(Q(-1)^{F}X\right)=-\operatorname {tr} \left((-1)^{F}QX\right)}
이므로, 이러한 꼴의 대각합은 항상 0이다. 즉,
{\displaystyle \operatorname {tr} \left((-1)^{F}\exp(-\beta H)\right)=\operatorname {tr} \left((-1)^{F}P_{0}\right)}
이다. 다시 말해, 위튼 지표는 초대칭 바닥 상태(에너지가 0인 상태)에만 의존하고, 특히 {\displaystyle \beta }에 의존하지 않는다.

### 해밀토니언의 변화
만약 해밀토니언에 매개변수가 주어졌다고 하자. (예를 들어, 결합 상수를 변화시키는 것을 생각해 볼 수 있다.
{\displaystyle 2H(\lambda )=\{Q(\lambda ),Q(\lambda )^{\dagger }\}}
이와 같은 경우, 에너지가 0이었던 상태들 가운데 일부가 에너지가 0보다 더 커지거나, 아니면 그 반대가 일어날 수 있다. 그러나 이러한 경우 에너지가 >0인 상태들의 수는 항상 짝수이므로, 위튼 지표는 2의 배수로 바뀌게 된다. 즉, 위튼 지표가 짝수 또는 홀수인지의 여부는 해밀토니언을 연속적으로 변화시켜도 바뀌지 않는다.

### 초대칭의 자발 대칭 깨짐
초대칭이 자발 대칭 깨짐을 겪는다는 것은 바닥 상태가 초대칭에 대하여 불변이지 않다는 것을 말한다. 만약 바닥 상태 {\displaystyle |\psi \rangle }의 에너지가 0이라고 하자.
{\displaystyle 0=\langle \psi |2H|\psi \rangle =\langle Q\psi |Q\psi \rangle +\langle Q^{\dagger }\psi |Q^{\dagger }\psi \rangle }
따라서
{\displaystyle Q|\psi \rangle =Q^{\dagger }|\psi \rangle =0}
이다. 즉, 바닥 상태의 에너지가 0이라면 초대칭이 깨지지 않는다. 만약 위튼 지표가 0이 아니라면, 에너지가 0인 상태가 적어도 하나는 존재한다. 따라서 바닥 상태의 에너지는 0이며, 초대칭이 자발 대칭 깨짐을 겪지 않는다. (반면, 위튼 지표가 0이더라도 에너지가 0인 상태가 존재하여, 초대칭이 깨지지 않을 수 있다.) 즉, 다음과 같은 가능성들이 존재한다.
1. 위튼 지표가 0이 아니다. 이 경우 초대칭은 깨지지 않는다.
2. 위튼 지표가 0이며, 이에 불구하고 초대칭은 깨지지 않는다. 이 경우 초대칭 바닥 상태 (에너지가 0인 바닥 상태)가 존재하나, 보손 초대칭 바닥 상태와 페르미온 초대칭 바닥 상태의 수가 같다.
3. 위튼 지표가 0이고, 초대칭이 깨진다. 이 경우 초대칭 바닥 상태가 존재하지 않는다.

## 두 개의 초전하에서의 위튼 지표
위튼 지표는 적어도 하나의 초전하가 주어지면 정의될 수 있지만, 두 개 이상의 초전하가 주어진다면 더 다양한 값들을 정의할 수 있다.
힐베르트 공간 {\displaystyle {\mathcal {H}}} 위에 해밀토니언 연산자 {\displaystyle H}, 두 개의 초대칭 연산자 {\displaystyle Q_{1}}과 {\displaystyle Q_{2}}, 페르미온 수 연산자 {\displaystyle (-1)^{F}}가 주어졌다고 하자. 이들은 다음과 같은 대수를 만족시킨다.
{\displaystyle \{Q_{i},Q_{j}\}=2H\delta _{ij}}
{\displaystyle \{Q_{i},(-1)^{F}\}=0}
그렇다면
{\displaystyle Q={\frac {1}{\sqrt {2}}}(Q_{1}+iQ_{2})}
를 정의할 수 있다. 이는
{\displaystyle Q^{2}=(Q^{\dagger })^{2}=0}
{\displaystyle \{Q,Q^{\dagger }\}=2H}
{\displaystyle \{Q,(-1)^{F}\}=\{Q^{\dagger },(-1)^{F}\}=0}
을 만족시킨다. 그렇다면 {\displaystyle (-1)^{F}}의 고윳값에 따라 힐베르트 공간을 페르미온 부분공간 {\displaystyle {\mathcal {H}}_{-}}과 보손 부분공간 {\displaystyle {\mathcal {H}}_{+}}으로 분해할 수 있다.
{\displaystyle {\mathcal {H}}={\mathcal {H}}_{+}\oplus {\mathcal {H}}_{-}}
{\displaystyle (-1)^{F}|\psi \rangle =\pm |\psi \rangle \forall \psi \in {\mathcal {H}}_{\pm }}

### 초대칭 코호몰로지
두 개의 초전하가 주어지면, 위튼 지표는 초대칭 코호몰로지의 오일러 지표로 이해할 수 있다.:182–197 이 경우 {\displaystyle Q^{2}=0}이므로 다음과 같은 공사슬 복합체를 정의할 수 있다.
{\displaystyle {\mathcal {H}}_{-}{\xrightarrow {Q}}{\mathcal {H}}_{+}{\xrightarrow {Q}}{\mathcal {H}}_{-}}
따라서, 이 공사슬 복합체의 코호몰로지
{\displaystyle H_{\pm }={\frac {\ker Q|_{{\mathcal {H}}_{\pm }\to {\mathcal {H}}_{\mp }}}{\operatorname {im} Q|_{{\mathcal {H}}_{\mp }\to {\mathcal {H}}_{\pm }}}}}
를 정의할 수 있다. 여기서 {\displaystyle H_{\pm }}은 각각 보손 및 페르미온 초대칭 바닥 상태에 대응하고, 위튼 지표는 이 코호몰로지의 오일러 지표에 해당한다.
{\displaystyle \operatorname {tr} (-1)^{F}=\dim H_{+}-\dim H_{-}}
만약 힐베르트 공간이 포크 공간을 이루어, 페르미온 수 연산자 {\displaystyle F}를 정의할 수 있다고 하자. 즉
{\displaystyle \exp(i\pi F)=(-1)^{F}}
인 에르미트 연산자 {\displaystyle F}가 있다고 하자. 그렇다면 {\displaystyle F}의 고윳값에 따라
{\displaystyle {\mathcal {H}}=\oplus _{n=0}^{\infty }{\mathcal {H}}_{n}}
{\displaystyle F|\psi \rangle =n|\psi \rangle \forall \psi \in {\mathcal {H}}_{n}}
{\displaystyle {\mathcal {H}}_{+}=\bigoplus _{n}{\mathcal {H}}_{2n}}
{\displaystyle {\mathcal {H}}_{-}=\bigoplus _{n}{\mathcal {H}}_{2n+1}}
으로 정의할 수 있고, 이에 따라 다음과 같은 공사슬 복합체가 존재한다.
{\displaystyle 0\to {\mathcal {H}}^{0}{\xrightarrow {Q}}{\mathcal {H}}^{1}{\xrightarrow {Q}}{\mathcal {H}}^{2}\to \dotsb }
이에 따라 코호몰로지를 정의할 수 있다.
{\displaystyle H_{Q}^{n}={\frac {\ker Q|_{{\mathcal {H}}_{n}\to {\mathcal {H}}_{n+1}}}{\operatorname {im} Q|_{{\mathcal {H}}_{n-1}\to {\mathcal {H}}_{n}}}}}
이들은 페르미온 수 {\displaystyle n}을 가진 초대칭 바닥 상태와 일대일 대응한다. 그렇다면 위튼 지표는 이 공사슬 복합체의 오일러 지표가 된다.
{\displaystyle \operatorname {tr} (-1)^{F}=\sum _{n}(-1)^{n}\dim H_{n}}

### 공액에 대한 지표
위튼 지표는 보손 초대칭 바닥 상태의 수와 페르미온 초대칭 바닥 상태의 수의 차이며, (거의 모든) 해밀토니언의 변형에 대해 불변하다. 그러나 총 초대칭 바닥 상태의 수
{\displaystyle \dim(\ker Q/\operatorname {im} Q)=\dim H_{+}+\dim H_{-}=\dim \ker H}
는 일반적으로 불변하지 않다. 다만, 이 경우에도 총 초대칭 바닥 상태의 수는 다음과 같은 꼴의 공액 변환(conjugation)에 대하여 불변이다.:§3
{\displaystyle Q'=M^{-1}QM}
{\displaystyle 2H'=\{Q',(Q')^{\dagger }\}}
여기서 {\displaystyle M}은 일반적인 선형변환이다. 만약 {\displaystyle M}이 유니터리 변환이라면 이론은 (기저 변환을 제외하고) 바뀌지 않지만, {\displaystyle M}이 유니터리하지 않다면 이는 일반적으로 다른 이론을 나타낸다. 이러한 공액 변환으로, 초대칭 게이지 이론의 다음과 같은 결합 상수들을 바꿀 수 있다.:§3
- 초퍼텐셜은 거의 임의로 바뀔 수 있다. (단, 초퍼텐셜의 무한대에서의 성질이 바뀌어서는 아니된다. 즉, 초퍼텐셜의 최고차항의 부호를 바꿀 수 없고, 최고차항보다 더 고차항을 추가할 수도 없다.)
- 게이지 결합 상수의 경우, 아벨 게이지 군에 대해서는 임의로 바뀔 수 있지만 비아벨 게이지 군에 대해서는 그렇지 않다.
- CP 위반 각 {\displaystyle \theta }는 (이론이 {\displaystyle \theta }에 자명하지 않게 의존한다면) 바뀔 수 없다.
- 페예-일리오풀로스 항은 바뀔 수 없다.

## 추가 연산자의 삽입
해밀토니언이 어떤 연산자 {\displaystyle X}와 가환한다고 하자.
{\displaystyle [H,X]=0}
그렇다면 위튼 지표에 {\displaystyle X}를 삽입한 지표
{\displaystyle \operatorname {tr} \left((-1)^{F}p(X)\right)}
를 정의할 수 있다. 여기서 {\displaystyle p}는 임의의 (해석적) 함수이다. 이는 해밀토니언을 {\displaystyle X}를 보존시키는 방향으로 변화시켰을 때 위상수학적으로 불변이다. 즉,
{\displaystyle H\mapsto H'=H+\Delta H}
{\displaystyle [\Delta H,X]=0}
으로 치환하더라도 바뀌지 않는다. 이는 초대칭 바닥 상태를 셀 때, {\displaystyle X}에 대한 고윳값을 붙여 세는 것에 해당한다. 이렇게 수정한 위튼 지표를 사용하여, 위튼 지표가 0인 일부 이론에서도 초대칭이 깨지지 않음을 보일 수 있다. 예를 들어, 4차원 U(1) 초대칭 순수 게이지 이론이 이에 해당한다.
만약 바닥 상태의 수가 무한하다면 위튼 지표는 정의될 수 없다. 다만, 만약 다음 성질을 만족시키는 연산자 {\displaystyle \Xi }가 존재한다면 위튼 지표를 정의할 수 있다.:§2
{\displaystyle [\Xi ,Q]=0}
{\displaystyle \Xi \geq H}
이와 같은 경우 다음과 같은 지표가 존재한다.
{\displaystyle \operatorname {ind} (\mu )=\operatorname {tr} \left((-1)^{F}\exp(-\mu \Xi )\right)}
이는 무한한 수의 다른 지표들
{\displaystyle k!(-1)^{k}{\frac {d^{k}}{d\mu ^{k}}}\operatorname {ind} (\mu )|_{\mu =0}=\operatorname {tr} \left((-1)^{F}\Xi ^{k}\right)}
의 생성 함수로 여길 수 있다.

### 초등각 지표
보통 위튼 지표는 원환면 위에서 계산하지만, 초구 위에서도 계산할 수 있다. 이를 초등각 지표(超等角指標, 영어: superconformal index) 또는 구면 지표(영어: sphere index)라고 한다.:§1.4, footnote 6 초등각 장론의 경우에는 방사 양자화를 통해 이론을 자연스럽게 {\displaystyle S^{3}\times \mathbb {R} } 위에 정의할 수 있다. 그러나 일반적인 초대칭 이론의 경우에도 일반적으로 이론을 구면 및 다른 곡률이 있는 다양체 위에 정의할 수 있고, 이로부터 초등각 지표를 계산할 수 있다.:§1.4, footnote 6
3차원 초구 S3의 등거리변환군은
{\displaystyle SU(2)_{\text{L}}\times SU(2)_{\text{R}}\times \mathbb {R} }
이다. 4차원 {\displaystyle {\mathcal {N}}=1} 초등각 대수
{\displaystyle (M_{\mu \nu },P_{\mu },D,K_{\mu },Q_{\alpha },S_{\dot {\alpha }},R)}
에서, {\displaystyle Q_{\alpha }}와 {\displaystyle S_{\dot {\alpha }}}는 각각 SU(2)L과 SU(2)R의 2차원 기본 표현이다. 이 경우, 적절한 {\displaystyle Q_{1}}을 선택하면, 이는
{\displaystyle \{Q_{1},Q_{1}^{\dagger }\}=H-{\frac {3}{2}}R-2J_{3}\equiv \Xi }
이다. 여기서 {\displaystyle J_{3}}는 {\displaystyle M_{\mu \nu }}에서 회전 생성원의 하나로, SU(2)L 생성원의 하나다. 그렇다면 초등각 지표는
{\displaystyle \operatorname {ind} (\mu ,\gamma )=\operatorname {tr} \left((-1)^{F}\exp(-\mu \Xi )\gamma \right)}
이다. 여기서 {\displaystyle \gamma \in \operatorname {SU} (2)_{\text{R}}}은 임의의 원소이다. 만약 내부 대칭군 {\displaystyle H}가 존재한다면, 임의의 원소 {\displaystyle h\in H}를 삽입해
{\displaystyle \operatorname {ind} (\mu ,\gamma ,h)=\operatorname {tr} \left((-1)^{F}\exp(-\mu \Xi )\gamma h\right)}
를 정의할 수 있다.

### 렌즈 공간 지표
렌즈 공간
{\displaystyle L(p,1)=S^{3}/(\mathbb {Z} /p)}
은 3차원 초구 구면의 몫공간의 일종이다. 이 위에서도 초대칭 지표를 계산할 수 있다. 이를 렌즈 공간 지표(영어: lens space index)라고 한다.

### 타원 종수
타원 종수(영어: elliptic genus)는 2차원 초대칭 양자장론에 대하여 정의할 수 있는, 위튼 지표를 확장시킨 지표다. 타원 종수는 원환면의 복소 구조 모듈러스 {\displaystyle \tau }의 변환 및 R대칭, 맛깔 대칭을 반영한다.
이는 많은 경우 구체적으로 계산되었다.
등각 장론의 경우, 복소 모듈러스가 {\displaystyle \tau }인 원환면 위에서 분배 함수를 계산할 수 있다. 이는
{\displaystyle L_{0}=H+iP}
{\displaystyle {\bar {L}}_{0}=H-iP}
에 대하여, 라몽-라몽 경계 조건에서의 뒤틀린 분배 함수
{\displaystyle Z_{T^{2}}(\tau )=\operatorname {tr} _{\text{R}}\left((-1)^{F}q^{L_{0}}{\bar {q}}^{{\bar {L}}_{0}}y^{J}\right)}
을 계산하는 것이다. 여기서
{\displaystyle q=\exp(2\pi i\tau )}
{\displaystyle y=\exp(2\pi iz)}
이고, {\displaystyle J}는 R대칭 연산자이다. 만약 이론이 등각 대칭을 갖지 않더라도 {\displaystyle H}와 {\displaystyle P}가 정의되므로 이 값을 정의할 수 있다. (만약 느뵈-슈워츠(NS) 경계 조건을 가하거나, {\displaystyle (-1)^{F}}를 삽입하지 않는 다른 일반적인 분배 함수는 {\displaystyle \tau }에 의존하게 된다.)
또한, 이론이 맛깔 대칭을 가지는 경우, 이들도 마찬가지로 경로 적분에 삽입할 수 있다.

## 역사
에드워드 위튼이 초대칭 깨짐을 분석하기 위해 도입하였다.

## 예
위튼 지표는 유한 에너지 상태들에 의존하지 않으므로, 에너지가 0인 상태들만 고려하면 된다. 일반적으로 무한히 큰 공간에서는 해밀토니언이 연속적 스펙트럼을 가지므로, 이론을 유한한 크기의 공간 (원환면 {\displaystyle T^{d}} 등)에 놓아 계산한다. 이 때, 공간의 경계 조건 및 공간에 존재하는 자기 선속 따위에 따라 위튼 지표가 달라질 수 있다.
위튼 지표를 계산할 때 흔히 보른-오펜하이머 근사법(영어: Born–Oppenheimer approxmation)을 사용한다. 이 근사법에서는 고전적으로 에너지가 0인 상태만을 양자화한다. 즉, 게이지 이론에서는 순수 게이지 상태 (장세기가 0인 경우) 및 게이지노 영에너지 모드 등만을 양자화하게 된다. 기타 물질({\displaystyle {\mathcal {N}}=1} 손지기 초다중항)은 일반적으로 초퍼텐셜을 더해 질량을 줄 수 있으므로 보통 무시할 수 있다.

### 초대칭 양자역학
콤팩트 리만 다양체 {\displaystyle (M,g)} 위에 다음과 같은, 두 개의 초전하를 가진 초대칭 양자역학을 정의할 수 있다.
{\displaystyle {\mathcal {H}}=\Omega ^{\bullet }(M)\otimes \mathbb {C} =\bigoplus _{n=0}^{\dim M}\Omega ^{n}(M)\otimes \mathbb {C} } (미분 형식들의 벡터 공간)
{\displaystyle 2H=d^{\dagger }d+dd^{\dagger }=\Delta } (라플라스-벨트라미 연산자)
{\displaystyle (Q,Q^{\dagger })=(d,d^{\dagger })} (외미분)
{\displaystyle F\alpha ^{(p)}=p\alpha ^{(p)}\,,\forall \alpha ^{(p)}\in \Omega ^{p}(M)\otimes \mathbb {C} }
이 경우 초전하가 미분 형식의 외미분이므로, 초대칭 코호몰로지 {\displaystyle H_{Q}^{\bullet }}는 드람 코호몰로지 {\displaystyle H_{\text{dR}}^{\bullet }}와 일치한다.
{\displaystyle \dim H_{Q}^{n}=\dim H_{\text{dR}}^{n}}
위튼 지표는 초대칭 코호몰로지의 오일러 지표이므로, 이는 다양체 {\displaystyle M}의 오일러 지표 {\displaystyle \chi (M)}이다.
{\displaystyle \operatorname {ind} (Q)=\chi (M)}

### 4차원 초대칭 게이지 이론

#### 가환 초대칭 게이지 이론
원환면 {\displaystyle T^{3}}에 정의한 U(1) 초대칭 게이지 이론의 경우, 위튼 지표는 0이다.:§6 그러나 이 경우 전하 켤레 대칭 연산자 {\displaystyle C}를 삽입한 지표는 4이다.:§6
{\displaystyle \operatorname {tr} \left((-1)^{F}\right)=0}
{\displaystyle \operatorname {tr} \left((-1)^{F}C\right)=4}
이 경우, 진공 상태들은 포티노의 운동량 0 진동 모드들에 의해 결정된다. 스핀 ±½ 두 개의 모드가 있으므로, 다음과 같이 총 4개의 진공 상태들이 있다.:Fig. 7
| 포티노 모드 |    | ↑  | ↓  | ↑↓ |
| C           | +1 | −1 | −1 | +1 |
| (−1)F       | +1 | −1 | −1 | +1 |

C를 삽입한 위튼 지표가 0이 아니므로, U(1) 초대칭 게이지 이론에서는 초대칭이 깨지지 않는다.

#### 비가환 초대칭 게이지 이론
게이지 군이 단순 리 군 {\displaystyle G}이고, 모든 물질이 질량을 가진 {\displaystyle {\mathcal {N}}=1} 초대칭 게이지 이론을 생각하자. 이 이론을 원환면 {\displaystyle T^{3}} 위에 놓고, 주기적인 경계 조건을 주었다고 하자. 그렇다면 위튼 지표는 게이지 군 {\displaystyle G}의 이중 콕서터 수
{\displaystyle h^{\vee }=\operatorname {tr} _{\text{adj}}(t^{a}t^{a})}
와 같다. 이는 다음과 같다.:Table 1
| 리 군          | An      | Bn       | Cn      | Dn     | E6 | E7 | E8 | F4 | G2 |
| 다른 이름      | SU(n+1) | SO(2n+1) | USp(2n) | SO(2n) | —  | —  | —  | —  | —  |
| 이중 콕서터 수 | n+1     | 2n−1     | n+1     | 2n−2   | 12 | 18 | 30 | 9  | 4  |

위튼의 원래 논문:§7에는 오류가 있다는 것에 주의하자. (원래 논문의 결과는 SU(n)과 USp(2n) 게이지 군에 대해서는 옳지만 다른 게이지 군에 대해서는 틀리다.)
이에 따라 위튼 지표가 0이 아니므로, 일반적으로 순수 초대칭 게이지 이론에서는 초대칭이 깨지지 않는다.

### 3차원 초대칭 게이지 이론
다양한 3차원 초대칭 게이지 이론의 경우에도 위튼 지표가 계산되었다.
3차원의 경우, 게이지군이 {\displaystyle G}인 순수 {\displaystyle {\mathcal {N}}=1} 초대칭 양-밀스 이론에 천-사이먼스 항을 추가할 수 있다. 즉, (유클리드 계량 부호에서) 작용은
{\displaystyle S=\int d^{3}x\,{\frac {1}{2g^{2}}}\operatorname {tr} \left(F^{2}+{\frac {1}{2}}{\bar {\lambda }}i\gamma ^{\mu }D_{\mu }\lambda \right)-{\frac {ik}{4\pi }}\int \operatorname {tr} \left(A\wedge dA+{\frac {2}{3}}A\wedge A\wedge A+{\bar {\lambda }}\lambda \right)}
이다. 천-사이먼스 항의 레벨(영어: level) k는 양자 보정에 따라서
{\displaystyle k\in \mathbb {Z} +h^{\vee }(G)/2}
이다. 여기서 {\displaystyle h^{\vee }(G)}는 {\displaystyle G}의 이중 콕서터 수이다. 이 경우 {\displaystyle |k|<h^{\vee }/2}라면 위튼 지표가 0이고, {\displaystyle |k|>h^{\vee }/2}라면 위튼 지표가 0이 아니다. SU(N) 게이지 군의 경우, 위튼 지표는
{\displaystyle I(k,N)={\begin{cases}(\operatorname {sgn} k)^{N-1}{\binom {|k|+N/2-1}{N-1}}&|k|\geq N/2\\0&|k|<N/2\end{cases}}}
이다.
만약 {\displaystyle G}가 단일 연결 공간이 아니라면, 이론에 또한 자기 선속과 전기 선속을 추가할 수 있다. 공간이 다양체 {\displaystyle M}이라고 하자. (즉, 시공간은 {\displaystyle M\times S^{1}}이다.) 이 위에 존재하는 가능한 자기 선속 {\displaystyle m}은 기본군 {\displaystyle \pi _{1}(G)}에 대한 계수를 가진 2차 코호몰로지
{\displaystyle m\in H^{2}(M;\pi _{1}(G))}
에 의해 분류된다. 전기 선속 {\displaystyle e}는
{\displaystyle e\in \hom(H^{1}(M;\pi _{1}(G)),U(1))}
에 의하여 분류된다. 3차원 원환면 {\displaystyle M\times S^{1}=T^{3}} 위에 정의된 3차원 초대칭 게이지 이론의 경우, 위튼 지표 {\displaystyle I(e,m)}은
{\displaystyle I(e,m)={\begin{cases}1&e=0\\0&e\neq 0\\\end{cases}}}
이다.:§2.3